# Pàdoc

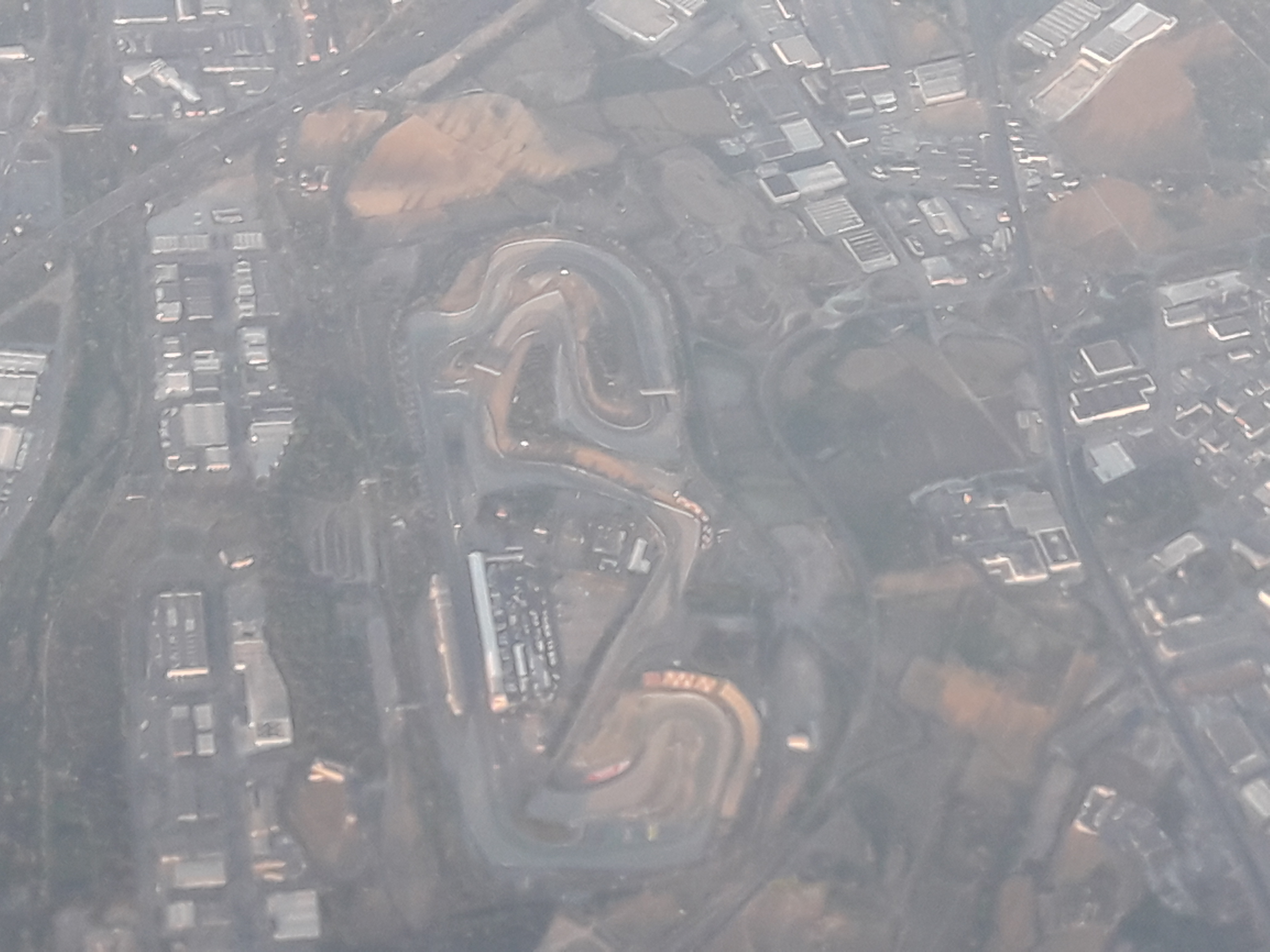
Vista aèria del circuit de Barcelona-Catalunya a Montmeló amb el pàdoc al centre.

El pàdoc és una zona en un circuit de curses automobilístiques on s'aparquen els vehicles que hi participen i els de suport. Normalment compta amb nombrosos punts de subministrament elèctric i d'aigua.
Com que els pàdocs són esplanades àmplies, solen ser espais polivalents que, quan no s'hi celebren competicions, es poden dedicar a activitats diverses, ja siguin relacionades amb el món del motor, com ara cursos de conducció, o esdeveniments varis, com ara presentacions de tot tipus, concerts, etc.
El mot pàdoc ve probablement del llatí parricus (tanca, recinte tancat) a través de l'anglès (paddock).